# Turgutlu 7 Eylül Stadyumu
Turgutlu 7 Eylül Stadyumu (tur. Stadion 7 Września w Turgutlu) – wielofunkcyjny stadion w Turgutlu, w Turcji. Obiekt może pomieścić 4100 widzów. Swoje spotkania rozgrywają na nim piłkarze klubu Turgutluspor.
W 2013 roku około pół kilometra na zachód rozpoczęła się budowa nowego, typowo piłkarskiego stadionu dla Turgutlusporu, który miałby pomieścić 12 500 widzów. Jego otwarcie spodziewane jest na rok 2020.